# Капучино
Капучи́но (от итал. cappuccino — «капуцин») — кофейный напиток итальянской кухни на основе эспрессо с добавлением в него подогретого до 65 градусов вспененного молока.

## История
Происхождение названия напитка связано с тем, что в Европе XVII века название ордена капуцинов служило, в частности, и для обозначения характерного цвета (красно-коричневого), который имели рясы монахов этого ордена; в XVIII веке так же стали называть кофейный напиток из яичных желтков и сливок, который стали готовить в Австрии (нем. Kapuziner). Итальянская форма названия напитка (cappuccino) фиксируется лишь с XX века. В XIX веке падре Карло изобрёл первую машину по изготовлению капучино, где в одном отделении нагревалась вода и получался пар, и пар по трубочке шёл во второе отделение, где вспенивалось молоко.

## Приготовление
Классический итальянский напиток готовится по следующему рецепту: в керамическую чашку из кофемашины наливается одна порция эспрессо, после чего в чашку вливается подогретое и вспененное па́ром молоко. Иногда при вливании молока в эспрессо бариста особыми движениями создают на поверхности напитка рисунок — такая техника называется латте-арт. Качество эспрессо, температура молока, его консистенция и пропорции очень важны для получения хорошего капучино. Также текстура вспененного молока должна быть мелкодисперсной и походить на стеклянную поверхность, а его температура в питчере должна быть в пределах 60—65 °C.
Традиционно капучино подаётся в предварительно прогретой керамической чашке, объёмом не более 210 мл. В Италии капучино подаётся в особой чашке — тацца, — по форме напоминающей миску с ручкой. Тацца всегда изготовлена из толстостенной керамики. Как и в случае с эспрессо, чашка для капучино должна быть предварительно прогрета, поэтому в кофейнях эти чашки хранятся на кофемашинах, подогреваемые теплом от бойлеров. В Италии капучино обычно пьют за завтраком вместе с булочкой.